# Мадж, Хенк
Хенри Фердинанд Мадж (африк. Henry Ferdinand Mudge; 18 февраля 1952, Очиваронго), более известен как Хенк Мадж (африк. Henk Mudge) — намибийский консервативный политик. Один из политических лидеров белой общины, второй председатель Республиканской партии (1990—2011 годы), депутат парламента Намибии. Сын Дирка Маджа.

## Сподвижник Маджа-старшего
Родился в семье видного африканерского националиста Дирка Маджа, возглавлявшего правительства Юго-Западной Африки (ЮЗА) в начале 1980-х. После окончания школы служил в ВВС ЮАР. В 1973 получил диплом инженера в Стелленбосском университете. Работал по специальности в министерстве водного хозяйства, затем в частных компаниях.
Политически Хенк Мадж полностью поддерживал своего отца. В 1977 вступил в созданную Дирком Маджем-старшим Республиканскую партию консервативных белых намибийцев и в Демократический альянс Турнхалле (DTA) — коалицию намибийских организаций, согласных на партнёрство с правительством ЮАР.
В 1978 в ЮЗА были проведены выборы, победу на которых одержал DTA. 1 июля 1980 Дирк Мадж возглавил правительство ЮЗА. Он руководил военно-политическим противостоянием леворадикальному повстанческому движению СВАПО и активно проводил в жизнь концепцию Намибии как конфедерации бантустанов под контролем ЮАР. Хенк Мадж был одним из руководителей молодёжной организации республиканцев. Поддерживал проапартеидный и антикоммунистический курс Маджа-старшего.

## Лидер белых консерваторов
В 1989 в Намибии были проведены всеобщие выборы, победу на которых одержала СВАПО. Сэм Нуйома повёл компромиссную политику в отношении белой общины. Дирк Мадж был назначен министром финансов в его правительстве. Хенк Мадж-младший сменил отца на посту председателя Республиканской партии.
С 1992 по 2003 Хенк Мадж был депутатом DTA в регионального совета Кхомаса. Летом 2003 Мадж инициировал выход Республиканской партии из DTA, что привело к резкому обострению отношений между партией и альянсом.
Трижды Хенк Мадж избирался в нижнюю палату намибийского парламента как единственный представитель Республиканской партии. В 2011 Хенк Мадж уступил партийное лидерство и парламентский мандат Кларе Говасес, но оставался наиболее авторитетным партийным деятелем после своего отца. После смерти Клары Говасес в 2020 Хенк Мадж вновь сделался практически единоличным лидером партии.
Своей задачей Хенк Мадж считает политическую активизацию белой общины и отстаивание её интересов.

Белые стали политически апатичны, отступили в свой угол. Они чувствуют себя в своей стране гражданами второго сорта.

Хенк Мадж

## Участие в президентских выборах
В 2004, 2009, 2014 и 2019 Хенк Мадж баллотировался в президенты Намибии. Получил, соответственно, 1,95 %, 1,16 %, 0,97 % и 0,53 % голосов. Первоначально на выборах 2014 Мадж планировал поддержать кандидата СВАПО Хаге Гейнгоба, но решил сам баллотироваться от Республиканской партии.
На выборах 2019 Хенк Мадж поддержал независимого кандидата оппозиции Пандулени Итулу. Однако о снятии своей кандидатуры он заявил после официального оглашения участников, поэтому его имя осталось в бюллетенях. За Маджа проголосовали 4379 избирателей.

## Оппозиционные выступления
Летом 2008 Хенк Мадж подверг резкой критике деятельность гендиректора государственной авиакомпании Air Namibia Космаса Эгумбо. В ответ Эгумбо обвинил Маджа в расизме и преследовании корыстных семейных целей. Хенк Мадж ответил специальным заявлением.
В своих выступлениях Хенк Мадж осуждает систему апартеида, признаёт, что белые намибийцы пользовались привилегиями за счёт чёрных сограждан. При этом он призывает белых к политической активности в современной Намибии, ставя в пример активистов Республиканской партии Резко критикует правящую СВАПО за коррупцию и прокитайскую политику.

Посмотрите на правительственные контракты, офисы для министерств строят китайцы. Почему? Потому что китайцы платят чиновникам, депутатам, возможно, даже министрам… 24 года назад вы поверили СВАПО, и теперь вам должно быть очевидно, что они обманывали вас… СВАПО национализировали Намибию и теперь пользуются страной как личной собственностью… Вы должны проголосовать за партию, в политике которой не будет двойного дна.

Хенк Мадж.